# 高崎市立西部小学校
高崎市立西部小学校（たかさきしりつせいぶしょうがっこう）は、群馬県高崎市八幡町にある公立小学校。

## 学校教育目標
心豊かでたくましい地域とともに伸びる西部小の子の育成
1. 確かな学力の向上
2. 豊かな心と健康な体
3. 安心安全な学校
4. 積極的な生徒指導
5. 研修の充実
6. 教育支援の推進と充実

## 学校生活

### 専門委員会
- 計画委員会
- 保健委員会
- 放送委員会
- 給食委員会
- 環境福祉委員会
- 体育委員会
- 図書委員会

### クラブ活動
- 音楽クラブ
- スポーツクラブ
- 理科クラブ
- イラスト・工作クラブ
- 卓球クラブ

## 歴史
- 1977年（昭和52年）
  - 4月‐開校（児童数605名、18学級）。
- 1978年（昭和53年）
  - 3月‐第1回卒業式挙行（卒業生78名）。
- 1979年（昭和54年）
  - 3月‐校歌碑建立。
- 1980年（昭和55年）
  - 5月‐「体力づくり実践推進校」の県指定を受ける。
- 1981年（昭和56年）
  - 6月‐「かたらいの像」設置。
- 1982年（昭和57年）
  - 10月‐環境美化優良校として表彰される。
  - 11月‐健康優良学校の表彰を受ける。
- 1983年（昭和58年）
  - 6月‐関東甲信越地方放送教育の研究校となる。
  - 11月‐「体力づくり」県・国より表彰される。
- 1984年（昭和59年）
  - 10月‐関東甲信越地方放送教育発表会。
- 1985年（昭和60年）
  - 3月‐日本放送協会より感謝状を受ける。
- 1986年（昭和61年）
  - 4月‐立志の塔完成。
- 1987年（昭和62年）
  - 11月‐開校10周年記念式典実施。
- 1989年（平成元年）
  - 9月‐プール解体。
- 1990年（平成2年）
  - 4月‐安全教育実践推進校の県・市指定。
  - 6月‐プール落成式挙行。
- 1991年（平成3年）
  - 2月‐集いの木の部屋完成。
  - 3月‐群馬県健康優良学校の表彰を受ける。
  - 3月‐群馬県環境緑化コンクール優良校表彰を受ける。
  - 11月‐県健康優良学校表彰（中規模校 優良校）。
- 1992年（平成4年）
  - 2月‐学校安全実践推進校として県表彰される。
- 1993年（平成5年）
  - 4月‐全日本交通安全協会中央表彰。
- 1995年（平成7年）
  - 9月‐パソコン室電気工事及びパソコン室設置。
- 1996年（平成8年）
  - 5月‐開校20周年記念として航空写真撮影。
  - 8月‐ふれあい広場工事（11月まで）。
  - 8月‐給食室改築工事。
  - 11月‐開校20周年記念式典。
- 1997年（平成9年）
  - 7月‐市緑化推進事業（西門から給食室にかけて植栽）。
  - 7月‐ふれあい広場スロープ設置。
- 1998年（平成10年）
  - 11月‐生涯教育実践推進地区指定発表会。
- 2000年（平成12年）
  - 4月‐学校評議員制度を導入。
  - 10月‐学校地域合同運動会開催。
  - 10月‐青少年赤十字銀色有功賞受賞。
  - 11月‐群馬県健康推進学校表彰 入選。
- 2001年（平成13年）
  - 4月‐健康教育市指定（2001・2002年度）。
- 2002年（平成14年）
  - 11月‐群馬県健康推進学校表彰（中規模:優良校）。
  - 11月‐群馬県学校給食優良学校表彰。
- 2003年（平成15年）
  - 10月‐全日本学校歯科保健大会（秋田）で優良校表彰。
- 2004年（平成16年）
  - 11月‐群馬県健康推進学校表彰（中規模:優良校）。
- 2006年（平成18年）
  - 11月‐開校30周年記念式典（開校記念文庫設置・うさぎ小屋改修）。
- 2007年（平成19年）
  - 10月‐南校舎中央トイレ改修。
- 2009年（平成21年）
  - 7月‐南校舎耐震補強工事。
- 2010年（平成22年）
  - 7月‐北校舎耐震補強工事。
- 2012年（平成24年）
  - 9月‐教室棟屋根および連絡通路屋根・壁面改修工事（11月まで）。
- 2013年（平成25年）
  - 6月‐普通教室棟耐震補強工事・体育館耐震補強工事・公共下水道接続工事（12月まで）。
- 2014年（平成26年）
  - 3月‐パソコン室パソコン入れ替えタブレット6台設置。
  - 4月‐エアコン取り付け工事。
  - 8月‐職員トイレ改修工事。
- 2016年（平成28年）
  - 11月‐開校40周年記念式典。
- 2017年（平成29年）
  - 3月‐ジャングルジム・すべり台新設。
- 2020年（令和2年）
  - 9月‐体育館トイレ洋式化工事。[1]
- 2023年（令和5年）
  - 3月-校舎外壁改修工事。[2]

## 通学区域
八幡町、若田町、下大島町、町屋町、金井淵町、剣崎町

## 進学先中学校
- 高崎市立八幡中学校